# Pomniki przyrody w powiecie świeckim

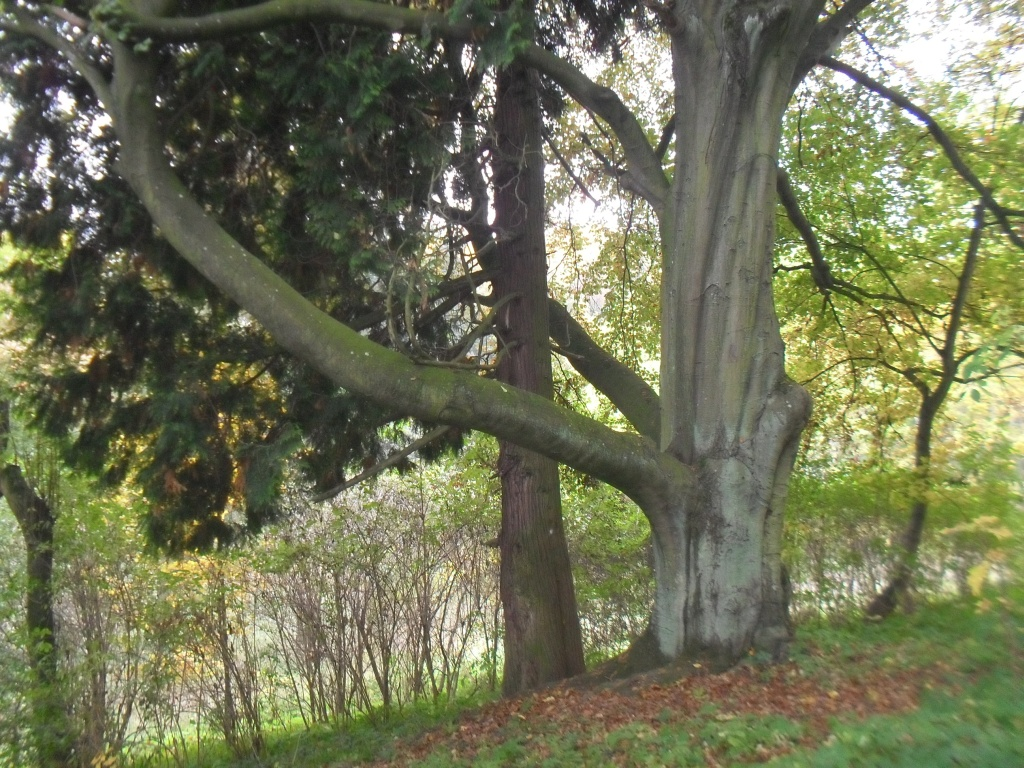
Buk zwyczajny i żywotnik olbrzymi w parku w Laskowicach.

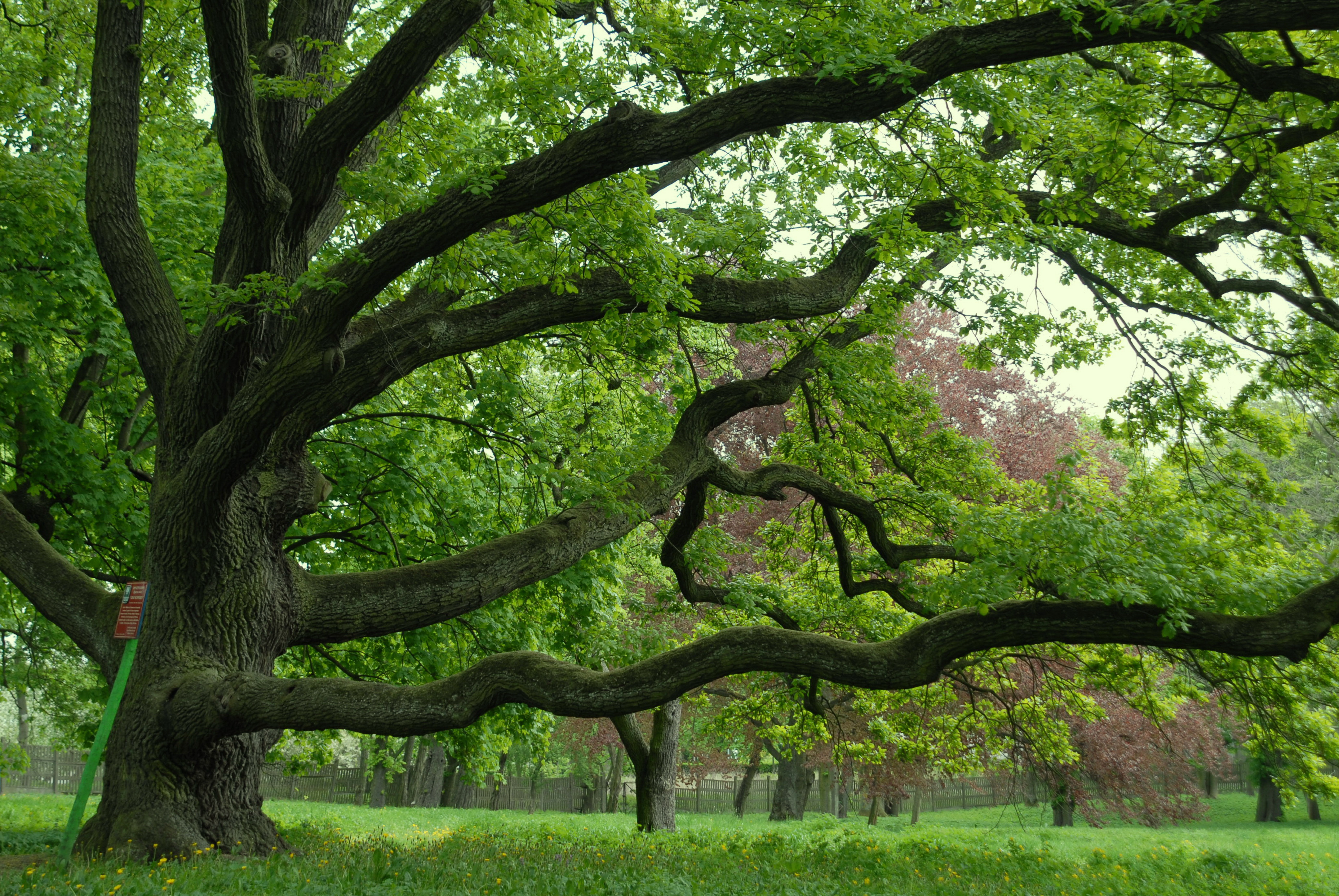
Dąb szypułkowy w parku pałacowym w Sartowicach.

W powiecie świeckim, w województwie kujawsko-pomorskim znajduje się 256 pomników przyrody w tym 240 przyrody ożywionej i 16 nieożywionej. 
W tym 96 to grupy drzew, 121 pojedyncze drzewa, 18 alej, 13 głazów narzutowych, 3 źródła, 1 szpaler i 2 fragmenty lasu.
Na uwagę zasługują „Dęby Bąkowskie”, Kamień św. Wojciecha w Leosi, lipa „Bona” w Warlubiu. Największą i zróżnicowaną gatunkowo grupą drzew jest park w Laskowicach znajdziemy w nim m.in. żywotnik olbrzymi, choinę kanadyjską czy jodłę jednobarwną.

## Aleje
Najdłuższa aleja (lipowa) rośnie przy drodze Lniano-Mszano, w której skład wschodzą aż 563 drzewa. W składzie gatunkowym alej dominują dębowe.
W poszczególnych gminach sytuacja rozkłada się w gminach następująco:
| Gmina      | Grupy drzew | Pojedyncze drzewa | Aleje | Głazy | Źródła | Inne | Suma |
| ---------- | ----------- | ----------------- | ----- | ----- | ------ | ---- | ---- |
| Bukowiec   | 8           | 6                 | 0     | 0     | 0      | 0    | 14   |
| Dragacz    | 2           | 7                 | 1     | 1     | 0      | 1    | 12   |
| Drzycim    | 5           | 4                 | 1     | 3     | 0      | 0    | 13   |
| Jeżewo     | 6           | 2                 | 2     | 0     | 0      | 1    | 11   |
| Lniano     | 7           | 10                | 2     | 1     | 0      | 0    | 20   |
| Nowe       | 7           | 3                 | 2     | 0     | 0      | 1    | 13   |
| Osie       | 24          | 33                | 6     | 4     | 0      | 1    | 68   |
| Pruszcz    | 10          | 27                | 1     | 1     | 1      | 0    | 40   |
| Świecie    | 19          | 19                | 1     | 3     | 1      | 0    | 43   |
| Świekatowo | 2           | 4                 | 1     | 1     | 1      | 0    | 9    |
| Warlubie   | 6           | 6                 | 1     | 0     | 0      | 0    | 13   |

Największe obwodowo drzewa w poszczególnych gatunkach w powiecie:
| Gatunek drzewa                              | Obwód [cm] | Położenie                                                             | Gmina            | Zdjęcie |
| ------------------------------------------- | ---------- | --------------------------------------------------------------------- | ---------------- | ------- |
| głaz narzutowy Kamień św. Wojciecha         | 2450       | Leosia leśnictwo Gródek oddział leśny 288a                            | Drzycim          |         |
| dąb szypułkowy „Dęby Bąkowskie” „Kazimierz” | 953        | Bąkowo przy drodze Rulewo-Warlubie                                    | Warlubie         |         |
| dąb czerwony                                | 330        | Luszkówko park pałacowy                                               | Pruszcz          |         |
| dąb szypułkowy odm. stożkowa                | 203        | Jaszcz                                                                | Osie             |         |
| dąb burgundzki                              | 400        | Niewieścin park podworski                                             | Pruszcz          |         |
| lipa drobnolistna „Bona”                    | 730        | Warlubie przy torach, po przeciwnej stronie dworca kolejowego         | Warlubie         |         |
| lipa szerokolistna                          | 409        | Blizawy                                                               | Warlubie         |         |
| kasztanowiec zwyczajny                      | 400        | przy drodze Nowe-Tryl                                                 | Nowe             |         |
| robinia biała                               | 310        | Nowe cmentarz katolicki, ul. Kolejowa                                 | Nowe             |         |
| buk zwyczajny                               | 409        | Taszewo park dworski                                                  | Jeżewo           |         |
| buk zwyczajny odm. czerwona                 | 417        | Wery park dworski                                                     | Drzycim          |         |
| jesion wyniosły                             | ok. 460    | przy drodze Nowe-Tryl                                                 | Świecie          |         |
| wiąz szypułkowy                             | 507        | Łowinek park podworski                                                | Pruszcz          |         |
| wiąz górski                                 | 300        | Niewieścin park podworski                                             | Pruszcz          |         |
| grab pospolity                              | 260        | Ostrowite park dworski                                                | Lniano           |         |
| topola czarna                               | 576        | Kozielec                                                              | Nowe             |         |
| topola biała                                | 550        | Żurawia Kępa przy drodze                                              | Świecie          |         |
| topola osika                                | 550        | Pruszcz ul. Sportowa, cmentarz ewangelicki                            | Pruszcz          |         |
| klon zwyczajny                              | 360        | Laskowice park                                                        | Jeżewo           |         |
| klon jawor                                  | 344        | Laskowice park                                                        | Jeżewo           |         |
| klon jesionolistny                          | 310        | Parlin park dworski                                                   | Pruszcz          |         |
| sosna zwyczajna                             | 356        | Łążek cmentarz katolicki                                              | Osie             |         |
| sosna wejmutka                              | 285        | Laskowice park                                                        | Jeżewo           |         |
| platan klonolistny                          | 305        | Rulewo/Luszkówko park dworski                                         | Warlubie/Pruszcz |         |
| świerk pospolity                            | 315        | Rulewo park dworski                                                   | Warlubie         |         |
| modrzew europejski                          | 318        | leśnictwo Janiagóra oddz. 331d i 332g                                 | Bukowiec         |         |
| modrzew polski                              | 232        | Sartowice park pałacowy                                               | Świecie          |         |
| cis pospolity                               | 187        | Łowinek park podworski                                                | Pruszcz          |         |
| żywotnik olbrzymi                           | 228        | Laskowice park                                                        | Jeżewo           |         |
| żywotnik zachodni                           | 123        | Łowinek park podworski                                                | Pruszcz          |         |
| żywotnik wschodni                           | 101        | Laskowice park                                                        | Jeżewo           |         |
| daglezja zielona                            | 240        | Nadleśnictwo Osie, leśnictwo Orli Dwór oddz. 71d, w rezerwacie Brzęki | Osie             |         |
| jodła jednobarwna                           | 196        | Laskowice park                                                        | Jeżewo           |         |
| choina kanadyjska                           | 235        | Laskowice park                                                        | Jeżewo           |         |
| głóg jednoszyjkowy                          | 137        | Żurawia Kępa park wiejski                                             | Świecie          |         |
| jarząb brekinia                             | 248        | Nadleśnictwo Osie, leśnictwo Orli Dwór oddz. 34a                      | Osie             |         |
| miłorząb dwuklapowy                         | 208        | Sartowice park pałacowy                                               | Świecie          |         |

Do 2014 roku w Laskowicach przy ul. Parkowej 73 rosła jodła kalifornijska o obwodzie ok. 2 m oraz głóg dwuszyjkowy w Piskarkach o  obwodzie ok. 150 cm
Wśród alej rzadkością występowania wyróżniała się aleja jarzębów szwedzkich w Łowiniu w gminie Pruszcz z obwodami w 2010 roku przekraczającymi 300 cm. Objętych ochroną było 160 drzew od 1965 roku do listopada 2016 i była to jedyna aleja drzew tego gatunku w woj. kujawsko-pomorskim.
Do 2016 roku w leśnictwie Jeżewnica w oddziale. 49h (na skraju lasu), w gminie Warlubie rósł dąb bezszypułkowy o obwodzie 640 cm.